# Alessandrino (Rom)

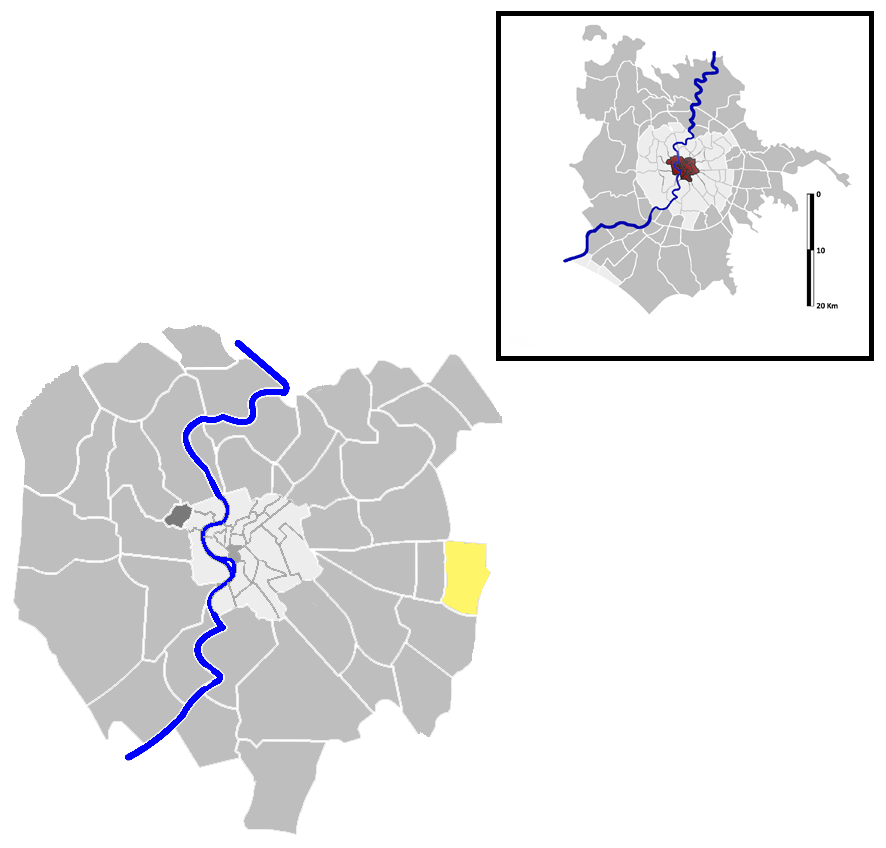
Lage von Alessandrino in Rom

Alessandrino ist ein Quartier im Osten der italienischen Hauptstadt Rom. Der Name leitet sich von der Aqua Alexandrina her, die ihren Namen wiederum von Kaiser Severus Alexander hat. Das Quartier wird als Q.XXIII bezeichnet und ist Teil von Municipio V. Es zählt 37.895 Einwohner und hat eine Fläche von 3,7137 km².

## Geschichte
1961 wurde aus dem suburbio S.IV Prenestino-Labicano das Quartier Q.XXIII Alessandrino.

## Besondere Orte
- Aqua Alexandrina
- Ascensione di Nostro Signore Gesù Cristo
- San Giustino
- San Francesco di Sales alla Borgata Alessandrina
- San Tommaso d’Aquino
- Dio Padre Misericordioso Koordinaten: 41° 53′ 3,5″ N, 12° 34′ 45,1″ O